# バッジ・パティー
ジョン・エドワード・"バッジ"・パティー（John Edward "Budge" Patty, 1924年2月11日 - 2021年10月3日）は、アメリカ合衆国・アーカンソー州フォートスミス出身の男子テニス選手。1950年の全仏選手権とウィンブルドン選手権で、4大大会男子シングルス2連勝を達成した選手である。
「バッジ（Budge）」というニックネームは、元々は彼の兄弟につけられたもので、「“お前はてこでも動かない怠け者だ”（英語：not budge は「てこでも動かない」の意味、否定文で使う）」と言われたからだという。テニス文献では、本名の略称で“J. E. Patty”（J・E・パティー）と記載されることも多い。右利きの選手。

## 来歴
ジョン・エドワード・パティーはアマチュアテニス選手として、1947年から1957年まで10年間世界ランキング10位以内を維持し、とりわけ赤土の全仏選手権で多くの好成績を出した。彼はテニスの歴史を通じて、赤土の全仏選手権と芝生のウィンブルドン選手権を連続制覇した数少ない選手の1人であり、彼以後の男子選手ではトニー・トラバート（1955年）とビョルン・ボルグ（1978年 - 1980年）の2人だけである。ダブルスではヤロスラフ・ドロブニーやガードナー・ムロイとペアを組むことが多く、とりわけドロブニーとはシングルスで数々の名勝負を繰り広げた。ムロイとはキャリアの後期に、テニス史上に残る年長ペアを組んだ。
パティーはアーカンソー州フォートスミスに生まれ、少年期をカリフォルニア州ロサンゼルスで過ごした。第2次世界大戦中、彼はアメリカ陸軍の仕事でヨーロッパに勤務したが、終戦後もヨーロッパで過ごすことにした。終戦直後の1946年全仏選手権で、パティーは同じアメリカのポーリーン・ベッツと混合ダブルスのペアを組み、ここで最初の4大大会タイトルを獲得した。パティーとベッツは、決勝でトム・ブラウン＆ドロシー・バンディ（ともにアメリカ）組を 7-5, 9-7 で破って優勝した。1947年ウィンブルドン選手権と1948年全仏選手権でベスト4に入った後、パティーは1949年全仏選手権で初の決勝進出を果たす。最初の決勝戦では、大会前年優勝者のフランク・パーカーに 3-6, 6-1, 1-6, 4-6 で敗れた。1950年にバッジ・パティーはテニス経歴のハイライトを迎え、全仏選手権とウィンブルドン選手権で4大大会シングルス2連勝を達成した。全仏選手権では、2年連続進出の決勝戦でヤロスラフ・ドロブニーを 6-1, 6-2, 3-6, 5-7, 7-5 で破って優勝する。続くウィンブルドン選手権で、パティーは第5シードから決勝に進み、オーストラリアのフランク・セッジマンを 6-1, 8-10, 6-2, 6-3 で倒した。こうして、彼は赤土の全仏選手権と芝生のウィンブルドン選手権で連続制覇を成し遂げた。しかし、1951年は両大会とも早期敗退を喫し、全仏選手権は4回戦、ウィンブルドン選手権は2回戦で敗れてしまった。1951年、パティーは男子テニス国別対抗戦・デビスカップで「アメリカン・ゾーン」決勝の対カナダ戦に起用されたが、彼のデ杯出場はこの1度だけである。
1953年のウィンブルドン選手権で、バッジ・パティーとヤロスラフ・ドロブニーは選手権史上に残る長時間試合を繰り広げた。試合時間は4時間20分、ゲームカウントは 8-6, 16-18, 3-6, 8-6, 12-10 （総計93ゲーム）にのぼり、ドロブニーが勝利を収めた。試合が大詰めを迎える頃には、ウィンブルドンのセンター・コートは夕暮れで暗くなっていた。試合終了後、選手権主催者の「オールイングランド・クラブ」は2人に金のシガレット・ケースを贈呈した。それから、パティーは全仏選手権で1954年、ウィンブルドン選手権で1954年と1955年に4強入りする。1957年、パティーはガードナー・ムロイとペアを組んでウィンブルドン選手権と全米選手権の男子ダブルス決勝に進出した。当時パティーは33歳、ムロイは43歳で、2人合わせて「76歳」という年長ペアを組んだ。ウィンブルドンの男子ダブルスでノーシードから決勝に勝ち上がった2人は、自分たちよりはるかに若いオーストラリアペアのニール・フレーザー（当時23歳）とルー・ホード（当時22歳）の組に 8-10, 6-4, 6-4, 6-4 で勝った。こうして2人は、第1次世界大戦後のテニス4大大会で最年長のダブルス優勝チームになった。続く全米選手権でも、パティーとムロイは男子ダブルス決勝に勝ち進んだが、フレーザーとアシュレー・クーパー（この組もオーストラリア）に 6-4, 3-6, 7-9, 3-6 で敗れ、2大会連続優勝はならなかった。この年まで、パティーはシングルスの世界ランキング10位以内を維持した。
1960年に36歳で現役を引退するまでの間、バッジ・パティーはアマチュアのテニス・トーナメントで通算「76」のシングルス・タイトルを獲得した。全米選手権のシングルスでは、1951年・1953年・1957年のベスト8が自己最高成績で、全豪選手権には1度も出場しなかった。幼い時に兄弟から“てこでも動かない”意味の「バッジ」というニックネームをつけられたジョン・エドワード・パティーは、こうして15年間の粘り強いテニス経歴を終えた。1977年に国際テニス殿堂入りを果たしている。
2021年10月3日、死去。97歳没。

## 4大大会優勝
- 全仏選手権 男子シングルス：1勝（1950年）／混合ダブルス：1勝（1946年） ［男子シングルス準優勝1度：1949年］
- ウィンブルドン選手権 男子シングルス：1勝（1950年）／男子ダブルス：1勝（1957年）

（全米選手権男子ダブルス準優勝1度：1957年）